# Stazione di Sedan
La stazione di Sedan (in francese Gare de Sedan) è la principale stazione ferroviaria di Sedan, Francia.